# The Away Days
 (octobre 2016).
The Away Days est un groupe de dream pop turc, originaire d'Istanbul. Formé en 2012, le groupe est composé de Oğuz Can Özen (chant, guitare), Sezer Koç (guitare, basse), Volkan Karaman (guitare), Orkun Atik (piano) et Anıl Atik (batterie).

## Biographie
Formé en 2012 par Oğuz Can Özen et Sezer Koç, le groupe fait ses débuts avec son premier EP, How Did It All Start, publié à la fin de cette même année. L'année suivante, le groupe sort son premier clip, Galaxies, et joue au festival South by Southwest, afin d'attirer l'attention internationale,,. En outre, le groupe joue également au Great Escape Festival, et fait une tournée au Royaume-Uni. Le groupe fait des premières parties pour des groupes et artistes tels que Portishead, Paul Banks et Owen Pallett.
En 2014, le groupe sort les singles Your Colour et Paris accompagnés de leurs clips respectifs. Le clips sont diffusés en avant-première par les magazines Clash et Spin,.

## Style musical et influences
Le style musical du groupe est catégorisé dans les genres dream pop et shoegazing,. L'éditeur du journal Clash, Robin Murray, écrit que « la musique du groupe ressemble au songcraft citrus-sharp de School of Seven Bells avec le roulement de tambours signé Ride », accompagné d'« une touche de rock à la Swervedriver. » Mischa Pearlman, du Guardian, décrit que « le shoegaze turc n'est pas un phénomène majeur, mais étant donné la richesse de leur talent, il pourrait bientôt le devenir. » Zachary Lipez de Vice décrit le style du groupe comme « un mélange sonore solide de Brooklyn de 2006, des groupes du label dans le style de The La's, de Flying Nun, comme s'ils étaient encadrés par The Jesus and Mary Chain. » Les paroles sont entièrement écrites et chantées en anglais.
Sur l'origine du nom du groupe, le chanteur Oğuz Can Özen déclare : « Nous avons appelé notre groupe The Days Away, non pas parce que nous pensons que nous n'appartenons pas à Istanbul ou à la Turquie, mais parce que nous pensons que nous n'appartenons à aucun lieu. Même si Istanbul n'a aucune réelle influence sur notre musique, elle reste notre ville natale. » En ce qui concerne les influences, Özen précise : « À la fois [Özen and Koç] nous avons écouté Selda et The Strokes quand on était petits. Mais maintenant, alors qu'on est à nos vingt ans, on essaye de trouver des influences musicales inédites à travers l'Extrême-Orient et en Inde. » Il cite aussi Joy Division, The Stooges et The Smiths comme influences personnelles.

## Composition du groupe
- Oğuz Can Özen - chant, guitare
- Sezer Koç - guitare, basse
- Orkun Atik - piano
- Volkan Karaman - guitare
- Anıl Atik - batterie

## Discographie

### EP
- 2012 : How Did It All Start
- 2015 : THIS

### Singles
- 2014 : Your Colour
- 2014 : Paris
- 2014 : Best Rebellious

## Clips
- Galaxies (2013)
- Your Colour (2014)
- Paris (2014)
- Sleep Well (2014)
- Best Rebellious (2015)
- Calm Your Eyes (2015)
- World Horizon (2016)